# Александровка (Німецький національний район)
Алекса́ндровка (рос. Александровка) — село у складі Німецького національного району Алтайського краю, Росія. Входить до складу Орловської сільської ради.

## Населення
Населення — 232 особи (2010; 338 у 2002).
Національний склад (станом на 2002 рік):
- росіяни — 67 %